# Simon Heinrich Gondela
Simon Heinrich Gondela (Brema, 26 settembre 1765 – Heidelberg, 30 gennaio 1832) è stato un giurista tedesco.

## Biografia
Laureato in diritto, proseguì gli studi di dottorato con una tesi sull'assicurazione, dedicata ai senatori della Repubblica di Brema, città della Lega anseatica. In seguito divenne senatore e vicepresidente del tribunale di Brema. La sua Dissertatio inauguralis iuridica de contractu assecurationis fu pubblicata dall'officina tipografica Barmeier, specializzata in saggi di giurisprudenza e medicina. Un esemplare della tesi è conservato presso la Fondazione Mansutti di Milano.